# أياكو ميورا
أياكو ميورا (باليابانية: 三浦綾子) (25 أبريل 1922، أساهيكاوا في اليابان - 12 أكتوبر 1999)؛ كاتِبة وروائية يابانية.